# Christian Wilhelm Flügge
Christian Wilhelm Flügge (* 7. Dezember 1772 zu Winsen; † 21. Juni 1828 in Salzhausen) war ein deutscher lutherischer Theologe, Privatdozent, Prediger und Superintendent.

## Leben
Christian Wilhelm Flügge, geboren 1772 zu Winsen an der Luhe (im Lüneburgischen), war der Sohn eines dortigen Bürgers, der ihn anfangs für sein Gewerbe bestimmt hatte. Flügge studierte ab 1790 in Göttingen Philosophie und Theologie. An der Georg-August-Universität wurde er 1794 Repetent, Privatdozent 1797 und zweiter Universitätsprediger 1798. Seine Göttinger Vorlesungen und literarischen Arbeiten zeichneten sich weniger durch Tiefe und Originalität aus, als durch Klarheit, Gewandtheit und vielseitige Belesenheit. Seine Arbeiten bewegten sich vorzugsweise auf dem Gebiet der Religions- und theologischen Literaturgeschichte.
Christian Wilhelm Flügge verfasste viele Beiträge zu Journalen, z. B. für Schleußners und Stäudlins theologische Bibliothek. Bei Flügge zeigt sich einerseits der große Einfluss der Kantischen Philosophie auf Theologie und Religionswissenschaft, anderseits die überwiegend historische und  literaturgeschichtliche Richtung der Göttinger Theologie am Schluss des 18. Jahrhunderts. Dabei war Flügge, wie sein Biograph schreibt, kein bloßer Stubengelehrter, sondern ein Mann des praktischen Lebens, in allen amtlichen und privaten Angelegenheiten ein williger und erfahrener Ratgeber und Helfer. Als Superintendent und später durch Krankheit gehemmt, fand Flügge keine Zeit mehr zur Fortsetzung seiner wissenschaftlichen und literarischen Tätigkeit.
Flügge verließ 1801 Göttingen, nachdem er kurz zuvor die Tochter des Consistorialrates Illing aus Alfeld (Leine) geheiratet hatte. Ab 1801 war er Prediger zu Scharnebeck und ab 1806 in seiner Geburtsstadt Pattensen (Winsen). 1823 wurde Flügge Superintendent in Salzhausen, wo er von vielen Pastoral- und Amtsgeschäften in Anspruch genommen wurde.  Er starb 1828 in Salzhausen.
Sein Sohn Ludwig Flügge (1808–1883) war Pastor in Hannover und Mitstifter des Missionsvereins.

## Schriften
- Geschichte des Glaubens an die Unsterblichkeit. Leipzig 1794–1800 (digital)
- Versuch einer Geschichte der theologischen Wissenschaften. Hannover 1796–98, Halle 1799 3. Teil (digital)
- Historisch-kritische Darstellung des Einflusses der kantischen Philosophie auf die Theologie. Hannover 1796–98 (digital)
- Beiträge zur Geschichte der Religion und Theologie. Hannover 1797
- Einleitung in die Geschichte der theologischen Wissenschaften. Halle 1799 (digital)
- Geschichte des deutschen Kirchen- und Predigtwesens. Bremen 1800, Band 1 (digital), 2. Teil (digital)
- Einleitung in das Studium der Religions- und Kirchengeschichte. Göttingen 1801 (digital)
- Geschichte der kirchlichen Einsegnung und Copulation der Ehe. 1805